# Barako Bull Energy
 (octobre 2019).
Barako Bull Energy étaient une équipe de l'Association philippine de basket-ball qui a commencé en 2002 sous le titre FedEx Express.
De sa première saison jusqu'en 2005, l'équipe a été surnommée Le FedEx Express avant de passer à Air21 Express. De la PBA Fiesta Conference 2009 jusqu'à la COUPE des Philippines PBA 2009-10, elle est devenue connue sous le nom de Burger King Titans. Cependant, lorsque le manager Mikee Romero a décidé de se retirer de l'équipe, ils ont été réorganisés et rebaptisés Les Burger King Whoppers avant de revenir à leur nom d'origine à partir de la Conférence 2010 PBA Fiesta.
Cependant, Air21 a changé son nom pour Barako Bull Energy après que le groupe Lina a acheté la franchise originale Barako Bull et 49 pour cent de Energy Food and Drinks Inc., le propriétaire de la franchise Barako Bull et le distributeur exclusif de Red Bull Energy Drink produits aux Philippines. Ils ont ajouté le mot «cola» à leur nom d'équipe afin de promouvoir leur nouveau produit de boissons gazeuses.
Barako Bull appartient à Energy Food and Drinks Inc., une filiale des Services corporatifs de Linaheim, propriétaires des défunts Laguna Lakers de la Metropolitan Basketball Association. La franchise a acheté l'ancienne équipe Tanduay après la saison 2001.